# Musulmanes (album)
Albums de Michel Sardou
Sardou, ses plus grandes chansons (volume 2) Concert 87
Musulmanes est le quinzième album studio de Michel Sardou enregistré au studio Guillaume Tell et paru chez Tréma en 1987. 
Paru à l'origine sous le simple titre Michel Sardou, il est généralement désigné sous le titre Musulmanes, première chanson de l'album et aussi premier single, ainsi que plus grand succès de l'opus.

## Historique

### Autour de l'album
- Référence originale : Tréma 310 237[1]

## Titres

### Album original
| No | Titre                               | Paroles                            | Musique                                | Durée |
| -- | ----------------------------------- | ---------------------------------- | -------------------------------------- | ----- |
| 1. | Musulmanes                          | Michel Sardou                      | Jacques Revaux - Jean-Pierre Bourtayre | 6:18  |
| 2. | Dessins de femme                    | Didier Barbelivien                 | Didier Barbelivien                     | 4:41  |
| 3. | Les Routes de Rome                  | Michel Sardou - Pierre Barret      | Jacques Revaux                         | 4:21  |
| 4. | Féminin comme                       | Michel Sardou - Jean-Loup Dabadie  | Jacques Revaux - Jean-Pierre Bourtayre | 4:20  |
| 5. | Happy Birthday                      | Michel Sardou - Didier Barbelivien | Jacques Revaux - Jean-Pierre Bourtayre | 3:51  |
| 6. | Tout s’oublie                       | Michel Sardou - Didier Barbelivien | Jacques Revaux - Jean-Pierre Bourtayre | 3:44  |
| 7. | Minuit moins dix                    | Michel Sardou                      | Jacques Revaux - Jean-Pierre Bourtayre | 4:00  |
| 8. | Les Prochains Jours de Pearl Harbor | Michel Sardou - Didier Barbelivien | Jacques Revaux - Jean-Pierre Bourtayre | 4:19  |
| 9. | L’Acteur                            | Michel Sardou - Jean-Loup Dabadie  | Jacques Revaux                         | 4:19  |

### Titres bonus
Cet album a été réédité en 2004 sous le label AZ avec les titres bonus suivants :
- Tous les bateaux s'envolent
- Laisse-toi prendre

## Crédits

### Musiciens
- Arrangements : Roger Loubet (titres 1 à 4, 8 et 9) et Hervé Roy (titres 5 à 7)
- Programmation synthétiseurs : Roger Loubet et Celmar (Fairlight III)
- Guitares : Patrice Tison
- Saxophone : Patrick Bourgoin
- Synthétiseurs : Roger Loubet et Hervé Roy
- Chœurs masculins : Jean-Jacques Cramier et Michel Chevalier
- Chœurs féminins : Micheline Boyer, Sophie Walter, Maria Popkiewicz, Maria Chalangeas, Diane Dupuis et Ann Calvert

### Équipe technique et production
- Ingénieurs du son : Bruno Mylonas et Roland Guillotel
- Réalisation : Jacques Revaux et Jean-Pierre Bourtayre
- Production : Jacques Revaux pour Tréma